# Via Posillipo
La Via Posillipo est une importante rue de Naples, caractérisée par de nombreux lacets et virages, qui s'étend sur environ 4 km sur le côté sud de la colline de Posillipo. Le dernier tronçon de la voie prend le nom de via Santo Strato a Posillipo. 

La rue a été construite sur ordre de Joachim Murat, à partir de 1812, mais ne fut achevée que sous Ferdinand II des Deux-Siciles, entre 1830 et 1840. Particulièrement célèbre est le point de vue offert par la rue: on peut admirer tout le golfe de Naples avec le Vésuve en arrière-plan. Le long de la rue se trouvent de célèbres édifices, tels que la Villa Doria d'Angri et le Palazzo Donn'Anna.

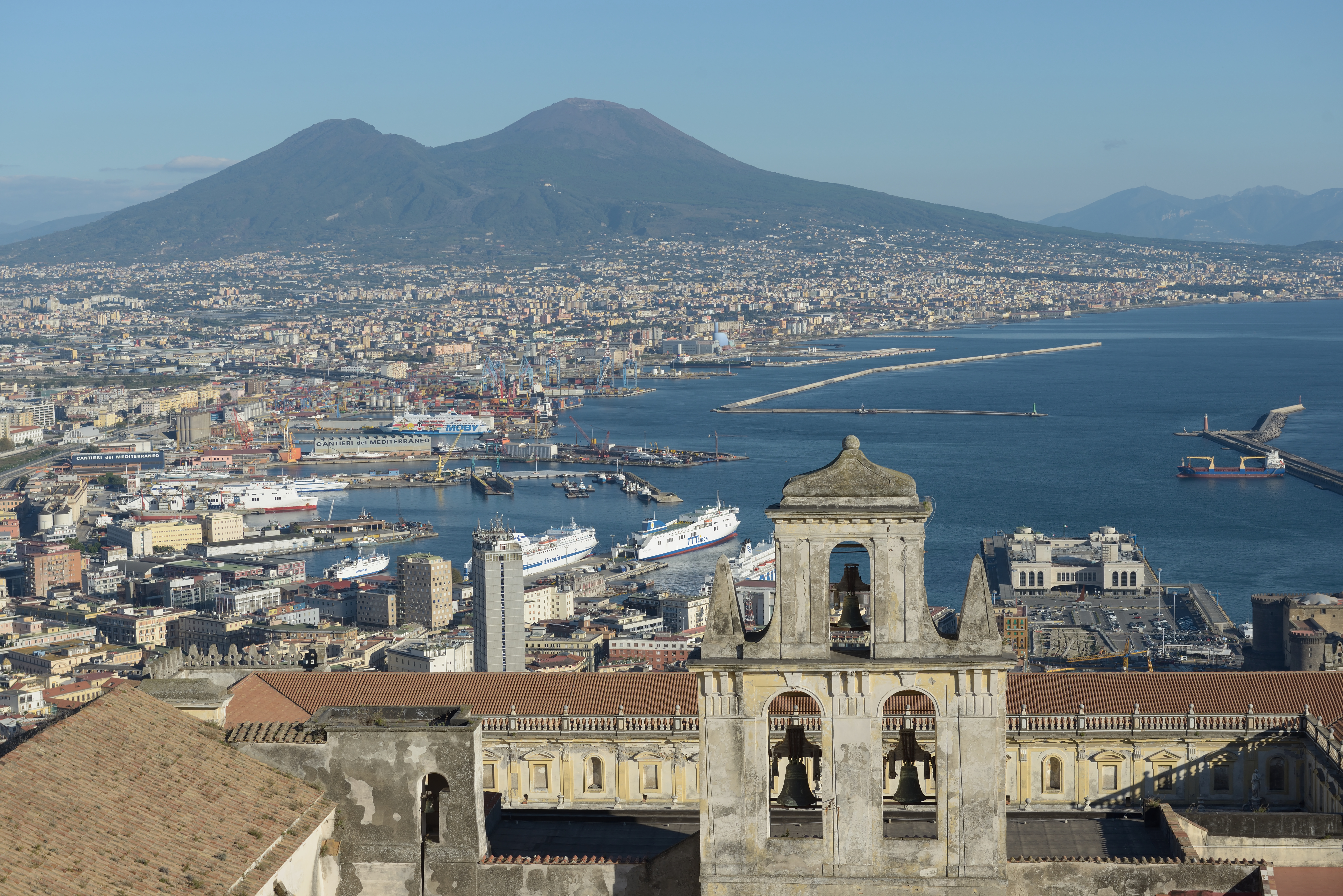
Le panorama classique de Naples, vu de la via Posillipo
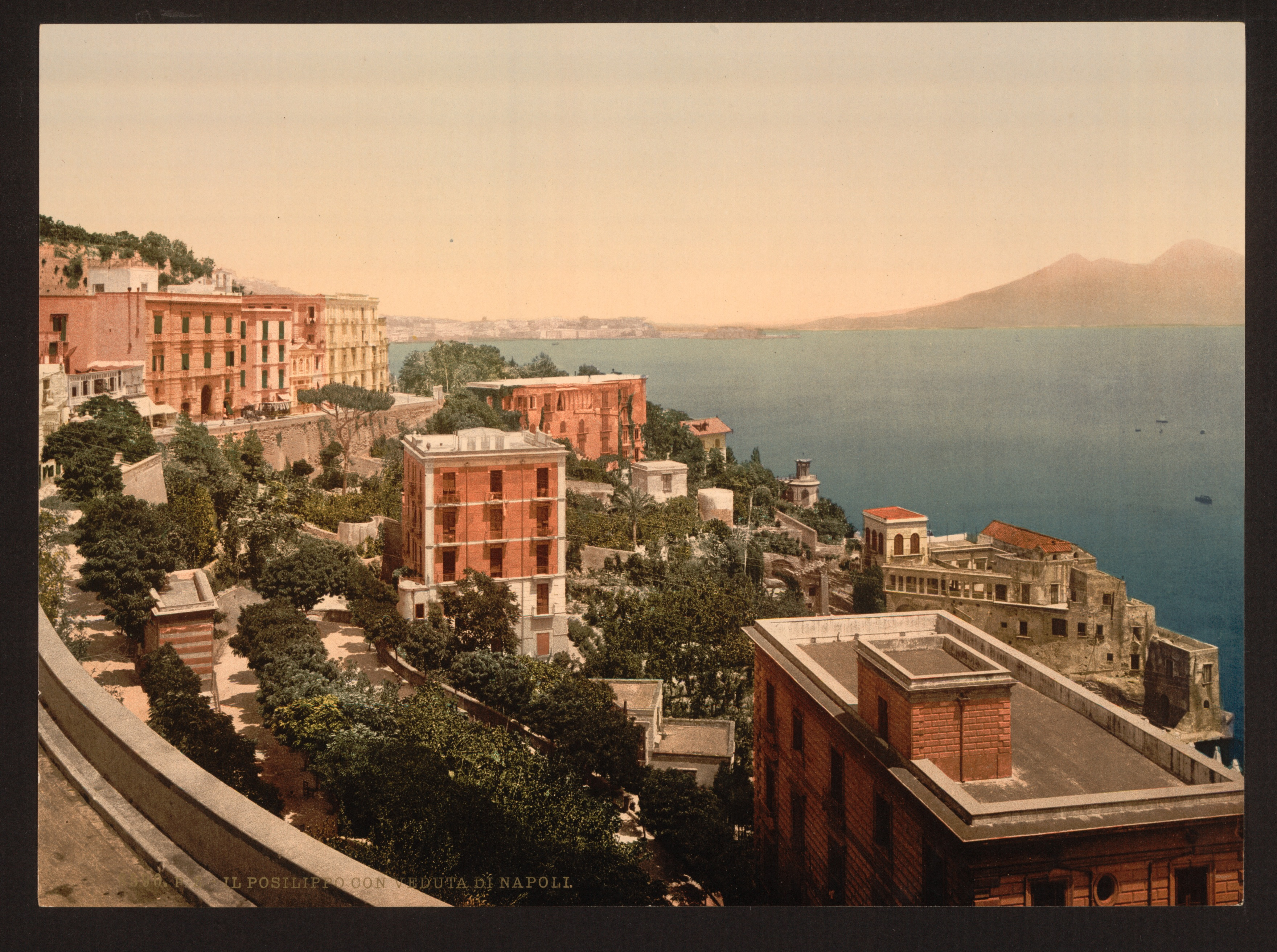
Vue ancienne
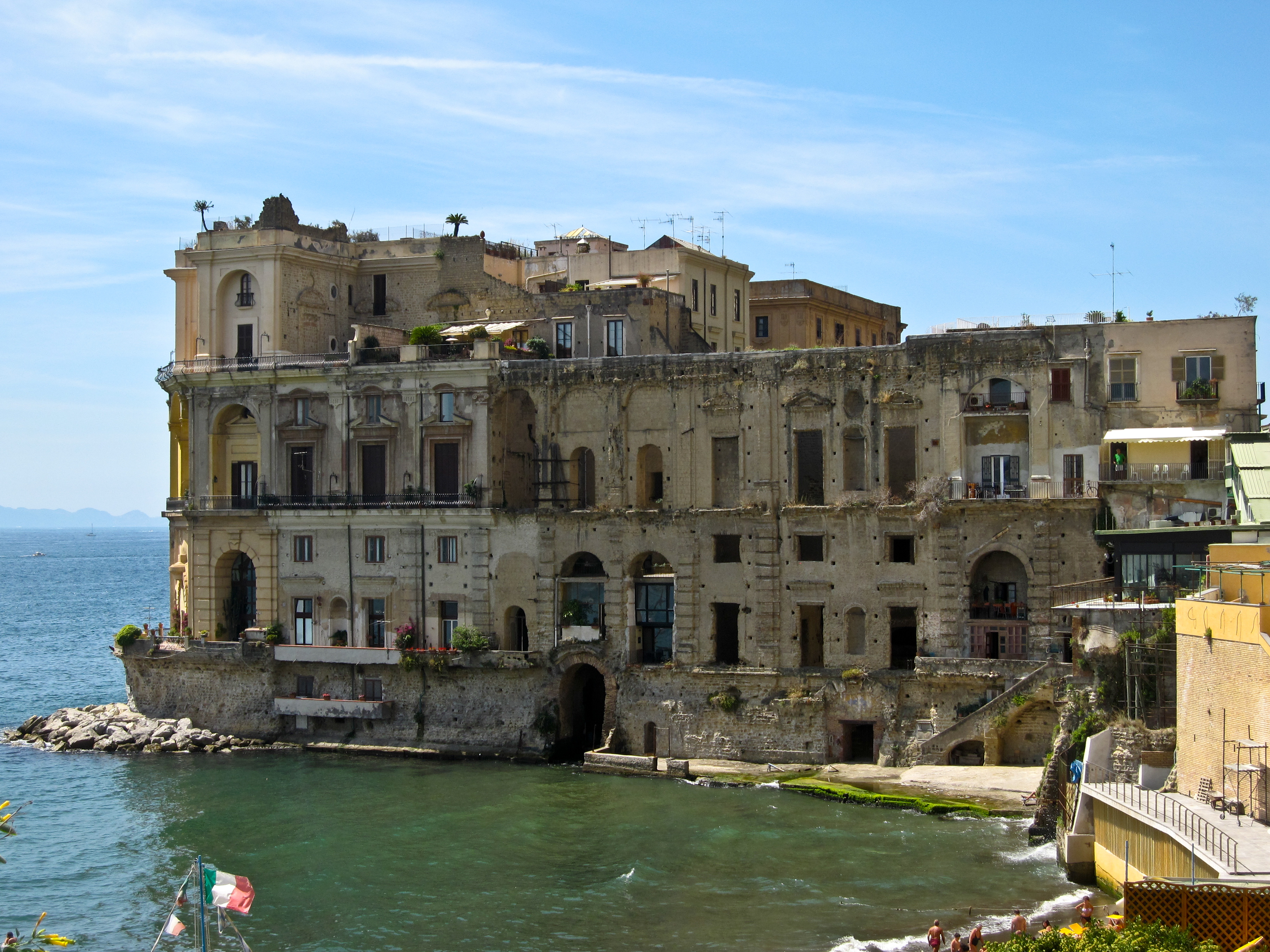
Palazzo Donn'Anna
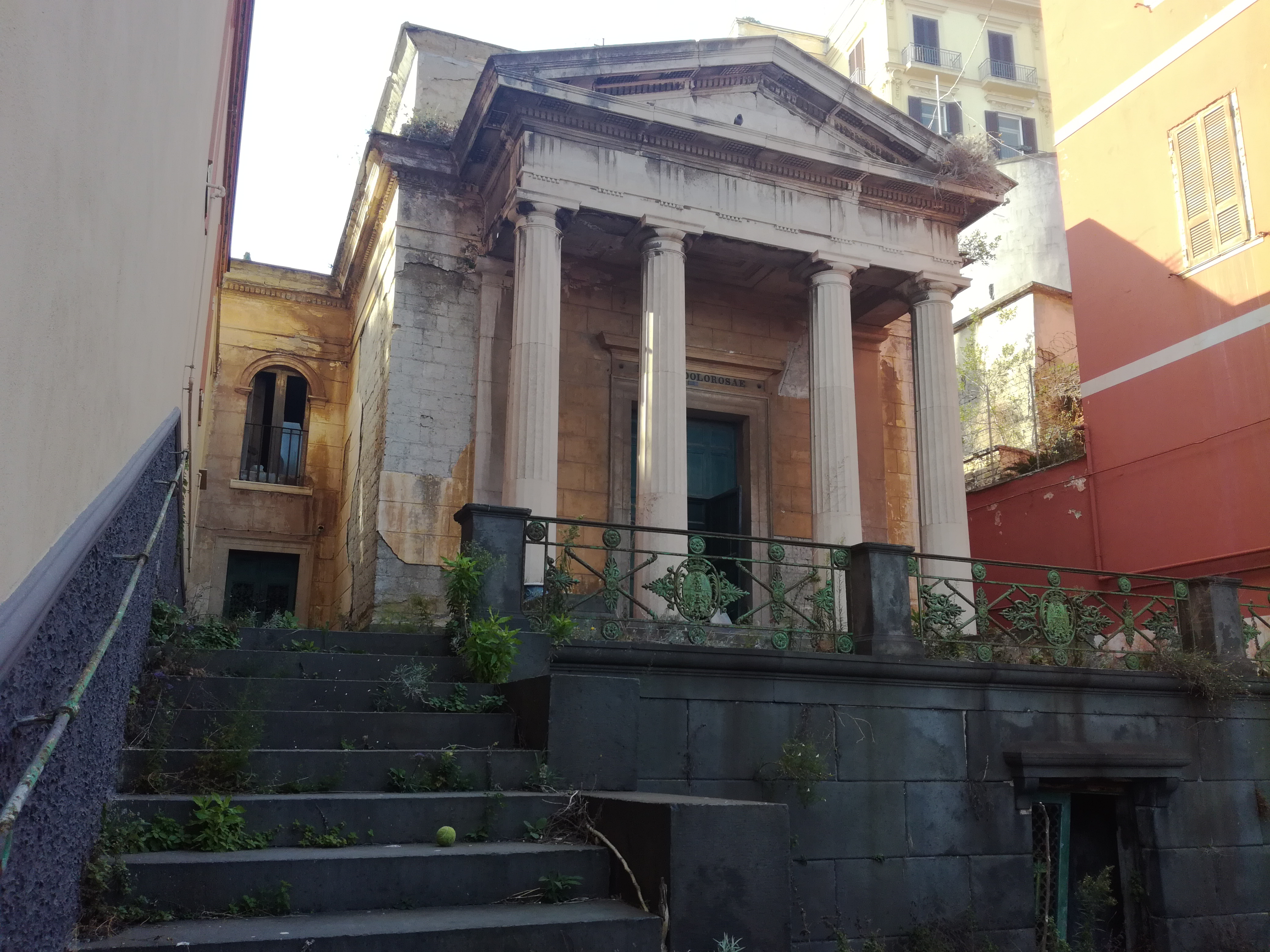
Eglise, via Posillipo
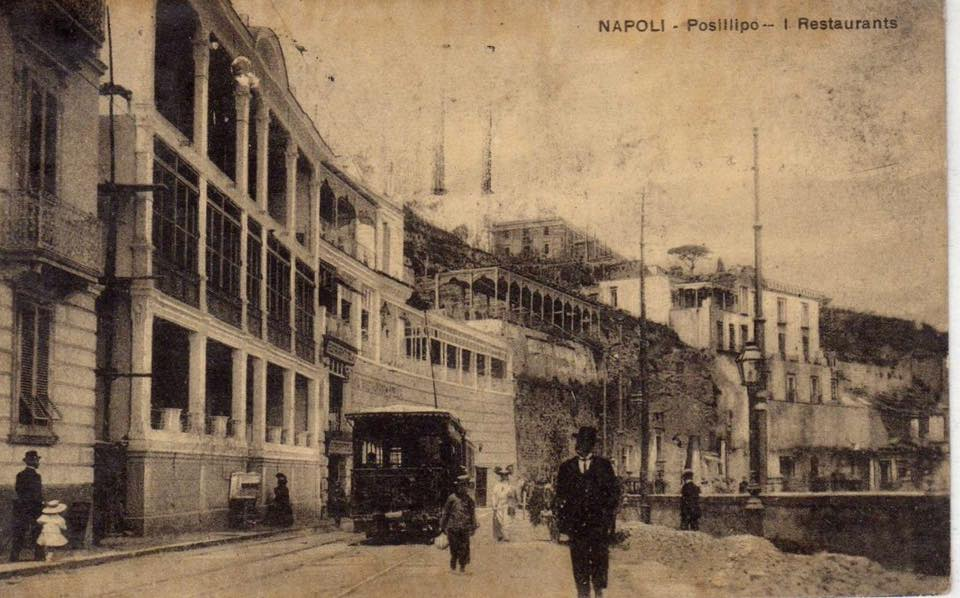
Vue ancienne